# Ezequiel Ham
Ezequiel Ham (sinh ngày 10 tháng 3 năm 1994) là một cầu thủ bóng đá chuyên nghiệp. Sinh ra ở Argentina, anh thi đấu cho đội tuyển bóng đá quốc gia Syria.

## Sự nghiệp câu lạc bộ
Ezequiel Ham đã từng chơi cho FC Gifu.